# Renate Ulm
Renate Ulm (* 1957 bei Augsburg) ist eine deutsche Musikjournalistin.

## Biographie
Ulm studierte Klavier in Augsburg, Musik- und Theaterwissenschaft sowie Lateinische Philologie des Mittelalters an der Ludwig-Maximilians-Universität München, wo sie 1989 promovierte. Sie ist Redakteurin in der Abteilung BR-Klassik des Bayerischen Rundfunks und ist vor allem für die Musikpublikationen und die Programmhefte für Chor und Symphonieorchester des Bayerischen Rundfunks verantwortlich.
Hervorgetreten ist sie unter anderem durch ihre Herausgeberschaft und Essays zur großen Symphonik sowie durch zahlreiche Programmheftartikel und Aufsätze. Für BR-Klassik entstanden neben Sendebeiträgen die Reihen Hildegard von Hohenthal nach dem Roman von Wilhelm Heinse, Charles Burneys musikalische Reise sowie Werkstattberichte über das Symphonieorchester des Bayerischen Rundfunks unter dem Titel Dirigenten bei der Probe.
1985/1986 sowie 1996/1997 DAAD-Stipendien in Paris; 2007/2008 Stipendiatin in der Villa Concordia in Bamberg.

## Schriften
- Glucks Orpheus-Opern. Die Parma-Fassung von 1769 als wichtiges Bindeglied zwischen dem Wiener Orfeo von 1762 und dem Pariser Orphée von 1774. Lang, Frankfurt am Main u. a. 1991, ISBN 3-631-42687-9. (Zugleich: München, Universität, Dissertation, 1988).
- Die Klangkörper des Bayerischen Rundfunks (1924–1999). In: Der Ton – Das Bild – Die Bayern und ihr Rundfunk 1924–1949 - 1999. Hrsg. Haus der Bayerischen Geschichte. Augsburg 1999, ISBN 3-927233-66-8.
- "Musique concrète" – "musique acousmatique" – Probleme des Hörens und der Analyse. In: Giselher Schubert (Hrsg.): Französische und deutsche Musik im 20. Jahrhundert. Mainz 2001, ISBN 3-7957-0433-2.
- Rundfunkentwicklung am Beispiel des Bayerischen Rundfunks. In: Arnold Jacobshagen, Frieder Reininghaus (Hrsg.): Musik und Kulturbetrieb, Medien, Märkte, Institutionen. Laaber 2006, ISBN 3-89007-430-8.
- Kulturhilfe – Das Würzburger Mozartfest nach dem Zweiten Weltkrieg im kulturpolitischen Kontext, in: Stephan Mösch (Hrsg.): »Weil jede Note zählt« – Mozart interpretieren, Bärenreiter/Metzler 2020, ISBN 978-3-7618-2090-2.

## Herausgeberschaften
- Die 9 Symphonien Beethovens. Entstehung, Deutung, Wirkung. Bärenreiter u. a., Kassel u. a. 1994, ISBN 3-423-30458-8.
- Eine Sprache der Gegenwart – musica viva 1945–1995. Schott, Mainz 1995, ISBN 3-7957-8361-5.
- Johannes Brahms – das symphonische Werk. Entstehung, Deutung, Wirkung. Bärenreiter u. a., Kassel u. a. 1996, ISBN 3-423-30569-X.
- Die Symphonien Bruckners. Entstehung, Deutung, Wirkung. Bärenreiter u. a., Kassel u. a. 1998, ISBN 3-7618-1425-9.
- 1949-1999 - 50 Jahre Symphonieorchester des Bayerischen Rundfunks. Bärenreiter, Kassel 1999, ISBN 3-7618-1395-3.
- Franz Schuberts Symphonien. Entstehung, Deutung, Wirkung. Bärenreiter u. a., Kassel u. a. 2000, ISBN 3-7618-1490-9.
- Gustav Mahlers Symphonien. Entstehung, Deutung, Wirkung. Bärenreiter u. a., Kassel u. a. 2001, ISBN 3-7618-1533-6.
- Haydns Londoner Symphonien. Entstehung, Deutung, Wirkung u. a. Bärenreiter, Kassel u. a. 2007, ISBN 978-3-7618-1823-7.
- Rafael Kubelíks »Goldenes Zeitalter« - Die Münchner Jahre 1961–1985. Bärenreiter, Kassel 2006, ISBN 3-7618-1912-9.
- Stephanie Mauder: Der Komponist und Dirigent Jan Koetsier – Studien zum Werk und zu seiner Zeit beim Bayerischen Rundfunk. (= Studien zur Geschichte des Bayerischen Rundfunks. Band 6). Frankfurt 2012, ISBN 978-3-631-60307-9.